# Maria av Brabant (tysk-romersk kejsarinna)

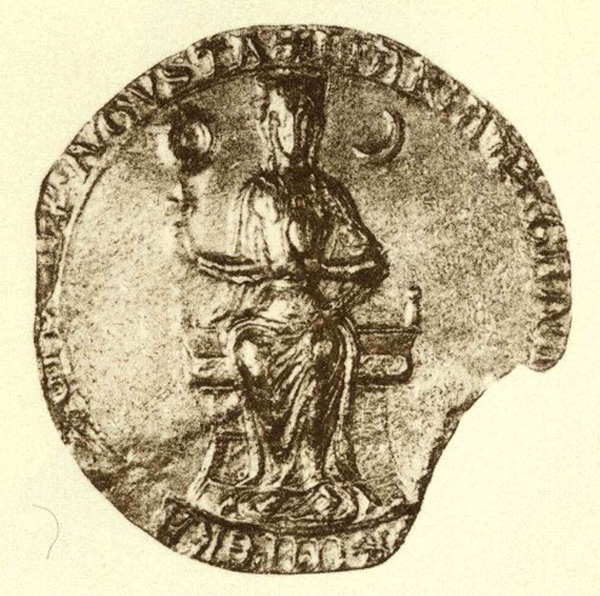
Maria av Brabant

Maria av Brabant, född 1190, död 1260 i Gest, var en tysk-romersk kejsarinna och grevinna av Holland; gift i Maastricht 1214 med Otto IV och 1220 med greve Vilhelm I av Holland (död 1222). Äktenskapen var barnlösa.

## Biografi
Dotter till hertig Henrik I av Brabant och Mathilda av Flandern. Maria var sin fars tronarvinge fram till sin brors födelse 1207. Hon förlovades år 1198 med Otto av Braunschweig, som var förutbestämd att bli tysk-romersk kejsare. Efter bröllopet bosatte sig paret i Aachen, men tvingades efter slaget vid Bouvines att fly till Köln. Maria ska ha haft en stor passion för spel, något som störde hennes ekonomi. När Köln valde en annan kejsare tvingades paret fly; Maria ska den gången ha klätt ut sig till vapendragare. Otto förlorade sin titel och avled 1215. Eftersom han i sitt testamente gav Maria stort ansvar, hade hon troligen stort inflytande på honom under hans regeringstid. 
Efter Ottos död återvände hon till Brabant. Maria fick inkomsterna från staden Dordrecht som änkepension. När hon år 1220 gifte sig med Vilhelm av Holland blev det skandal och äktenskapet uppfattade som en messalians och en "otrolig förnedring" (mirabiliter humiliatur), eftersom hon hade titeln kejsarinna och brudgummen titeln greve. Holland var samtidigt en av de viktigaste aktörerna i västeuropeisk politik och hennes fars allierade. Under sitt andra äktenskap var hon aktiv i regeringen och tilldelades flera politiska uppdrag av maken. 
Efter Vilhelms död 1222 återtog hon titeln kejsarinna, som hon använde till sin död. Hon återvände till Brabant, där hon fick flera politiska uppgifter av fadern. Hon bevittnade flera dokument och skötte 1233 förhandlingar mellan Brabant och Holland som medlare. Efter faderns död 1235 fick hon förläningen Helmond, där hon sedan bodde växelvis med Dordrecht. Hon grundade 1238 ett kloster i Helmond.
Hon var möjligen förebilden för hertiginnan i berättelsen Parzival av Wolfram von Eschenbach.